# Bob Swisher
Robert Emerson "Bob" Swisher, född 14 juli 1914 i Victoria i Illinois, död 27 september 1979 i Memphis i Tennessee, var en amerikansk utövare av amerikansk fotboll som spelade för Chicago Bears i National Football League 1938–1941 och 1945. Swisher spelade collegefotboll för Northwestern Wildcats.